# Herbert Czaja

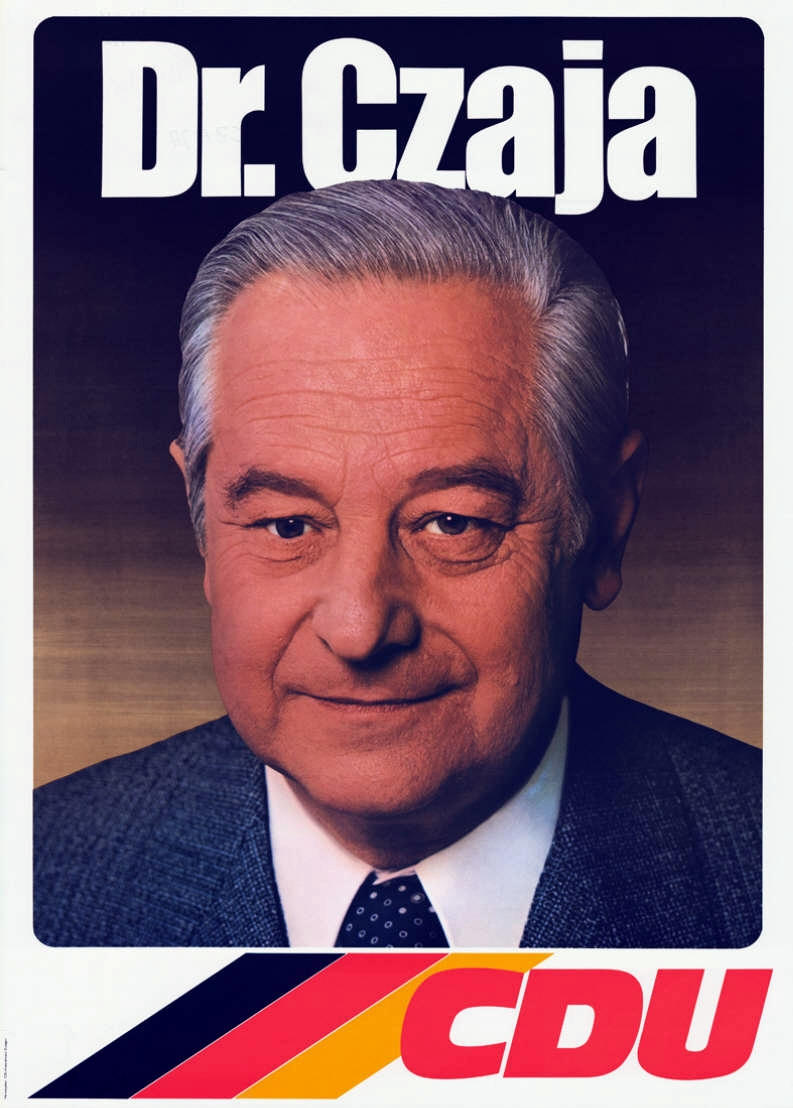
Plakat wyborczy Czai (1976)

Herbert Czaja (ur. 5 listopada 1914 w Cieszynie, zm. 18 kwietnia 1997 w Stuttgarcie) – niemiecki polityk chadecki, reprezentant niemieckich wypędzonych. Był posłem do zachodnioniemieckiego Bundestagu w latach 1953–1990, wieloletnim członkiem Centralnego Komitetu Niemieckich Katolików i prezesem Związku Wypędzonych w latach 1970–1974.

## Życiorys
Czaja urodził się w niemieckojęzycznej, katolickiej rodzinie w wielokulturowym Cieszynie, znajdującym się wówczas w granicach monarchii austro-węgierskiej. Po podziale Śląska Cieszyńskiego i samego Cieszyna w roku 1920 jego rodzina znalazła się w polskiej części miasta i przyjęła polskie obywatelstwo.
Swoje dzieciństwo spędził w Skoczowie, z którego pochodził jego ojciec Albert, tam też ukończył mniejszościową szkołę niemiecką. Do Skoczowa ostatni raz powrócił w 1996 roku, gdzie wraz z żoną i dwoma synami odwiedził m.in. swój rodzinny dom, a także grób swoich rodziców. Do końca życia był mocno związany z tym miastem, gdyż w dniu swojej śmierci nadał list zaadresowany do Skoczowa, w którym zawarł wywiad dla „Gazety Skoczowskiej”, gdzie wspominał swoje rodzinne miasto.
Uczęszczał do gimnazjum niemieckiego w Bielsku (obecnie Bielsko-Biała), a następnie studiował germanistykę, historię i filozofię na uniwersytetach w Krakowie i Wiedniu. W latach 30. XX w. działał w niemieckich organizacjach studenckich, będąc członkiem Niemieckiej Chrześcijańskiej Partii Ludowej (Deutsche Christliche Volkspartei). Pracował też jako nauczyciel we wschodniej części Górnego Śląska. W 1939 r., na krótko przed wybuchem wojny, zdobył doktorat na Uniwersytecie Jagiellońskim. Mówił biegle po niemiecku i po polsku.
Po zajęciu wschodniego Śląska przez III Rzeszę jako etniczny Niemiec otrzymał z urzędu obywatelstwo niemieckie. Odmówił wstąpienia do NSDAP, przez co stracił dotychczasową posadę nauczyciela i asystenta na (wkrótce zamkniętym) UJ. Od października 1940 do marca 1941 pracował jako dyrektor liceum w Zakopanem, a następnie do maja 1942 przebywał w Przemyślu. W roku 1941, wbrew wcześniejszym poglądom, wstąpił do nazistowskiej organizacji Wspólnota Niemiecka (Deutsche Gemeinschaft). Służył w Wehrmachcie od maja 1942 i na początku 1945 został ranny.
Po wojnie przez polskie władze komunistyczne został oskarżony o zdradę państwa i w 1946 przymusowo wysiedlony. Zamieszkał w Stuttgarcie w amerykańskiej strefie okupacyjnej.
W latach 1953–1990 Czaja był deputowanym zachodnioniemieckiego Bundestagu z ramienia Unii Chrześcijańsko-Demokratycznej. Od 1969 pełnił funkcję rzecznika Ziomkostwa Górnoślązaków, a w latach 1970–1974 był prezesem Związku Wypędzonych. Ponadto od 1948 należał do Centralnego Komitetu Niemieckich Katolików. W latach 70. i 80. XX w. konsekwentnie sprzeciwiał się uznaniu polsko-niemieckiej granicy na Odrze i Nysie. W 1990 wyraził pogląd, że nie można uznać zjednoczenia Niemiec za pełne, gdyż nie brały w nim udział wschodnie prowincje z 1937. Zaproponował wówczas utworzenie z zachodniej Polski obszaru autonomicznego pod kontrolą międzynarodową.
Po 1990 zaangażował się w działalność na rzecz pojednania polsko-niemieckiego. Pojawiał się na Górnym Śląsku, pracując dla władz województwa opolskiego. Popierał ideę Centrum przeciwko Wypędzeniom jako symbolu pojednania i pokojowego współżycia Polaków, Niemców i Czechów. Jednocześnie kontrowersje wywołały zawarte w książce Unterwegs zum kleinsten Deutschland? stwierdzenia, że z prawnego punktu widzenia historyczne wschodnie prowincje Niemiec mogłyby ponownie zostać połączone z państwem niemieckim oraz że w przeszłości miliony Polaków żyły w niemieckim państwie i może tak stać się znowu, jeżeli te ziemie zjednoczą się z Niemcami.
Czaja zmarł w 1997 w Stuttgarcie, pozostawiając żonę Evę-Marię Reinhardt i dziesięcioro dzieci. W tym samym roku jedną ze stuttgarckich ulic nazwano Dr.-Herbert-Czaja-Weg. Jego najstarsza córka, Christine, jest obecnie wiceprezesem Ziomkostwa Śląskiego, a w 2003 opublikowała biografię ojca.